# Bonne nuit Elmer
Pour plus de détails, voir Fiche technique et Distribution.
Bonne nuit Elmer (Good Night, Elmer) est un court-métrage d'animation de la série Merrie Melodies réalisé par Chuck Jones, sorti en 1940.

## Fiche technique
- Réalisation : Chuck Jones
- Scénario : Rich Hogan
- Production : Leon Schlesinger Studios
- Musique originale : Carl W. Stalling
- Montage et technicien du son : Treg Brown (non crédité)
- Durée : 7 minutes
- Pays de production : États-Unis
- Langue originale : anglais
- Distribution : 1940 : Warner Bros. Pictures
- Format : 1,37 :1 Technicolor Mono
- Date de sortie : 
  - États-Unis : 26 octobre 1940